# Джордж Кеннеді
Джордж Кеннеді (англ. George Kennedy; 18 лютого 1925 — 28 лютого 2016) — американський актор, лауреат премії «Оскар».

## Біографія
Джордж Кеннеді народився 18 лютого 1925 року в Нью-Йорку. Батько, Джордж Гарріс Кеннеді, музикант і керівник оркестру, помер, коли Кеннеді було 4 роки. Він був вихований матір'ю, Гелен Кісельбах, артисткою балету. Дебютував на сцені ще в дитячому віці, після чого став виступати в радіовиставах. З початком Другої світової війни він залишив кар'єру і наступні 16 років служив в армії США, де брав участь в роботі військового радіо і армійського інформаційного бюро. Після травми спини на початку 1950-х років, Кеннеді завершив службу і знову повернувся в шоу-бізнес. У 1955 році він став технічним консультантом у телесеріалі «Шоу Філа Сілверса», в якому через рік дебютував як актор. Продовжив зніматися в невеликих ролях у різних телесеріалах, а в 1960 році відбувся його дебют на великому екрані в блокбастері «Спартак». У 1960-х з'явився в таких популярних голлівудських фільмах, як «Шарада» (1963) з Одрі Гепберн, «Тихіше, тихіше, мила Шарлотта» (1964) з Бетт Девіс, «Політ Фенікса» (1965) з Джеймсом Стюартом і «За методом Гарма» (1965) з Джоном Вейном. У 1968 році актор був удостоєний премії «Оскар» за роль Драглайна в драмі «Холоднокровний Люк». У 1970 році Джордж зіграв Джо Патроні, головного авіатехніка, в знаменитому фільмі-катастрофі «Аеропорт», а також з'явився ще в трьох продовженнях. Знімався у фільмах «Громила і стрибунець» (1974), «Землетрус» (1974), «Смерть на Нілі» (1978), Загін «Дельта» (1986), «Калейдоскоп жахів 2» (1987). Одна з найвідоміших його ролей — капітан Ед Гокен у пародійній комедії «Голий пістолет» (1988) з Леслі Нільсеном у головній ролі. У 1991 і 1994 році вийшли продовження цього фільму. Також Кеннеді виконав роль Картера Маккея в мильній опері «Даллас» (1988—1991).
За свій внесок у розвиток кіномистецтва Джордж Кеннеді удостоєний зірки на Голлівудській алеї слави.

## Вибіркова фільмографія

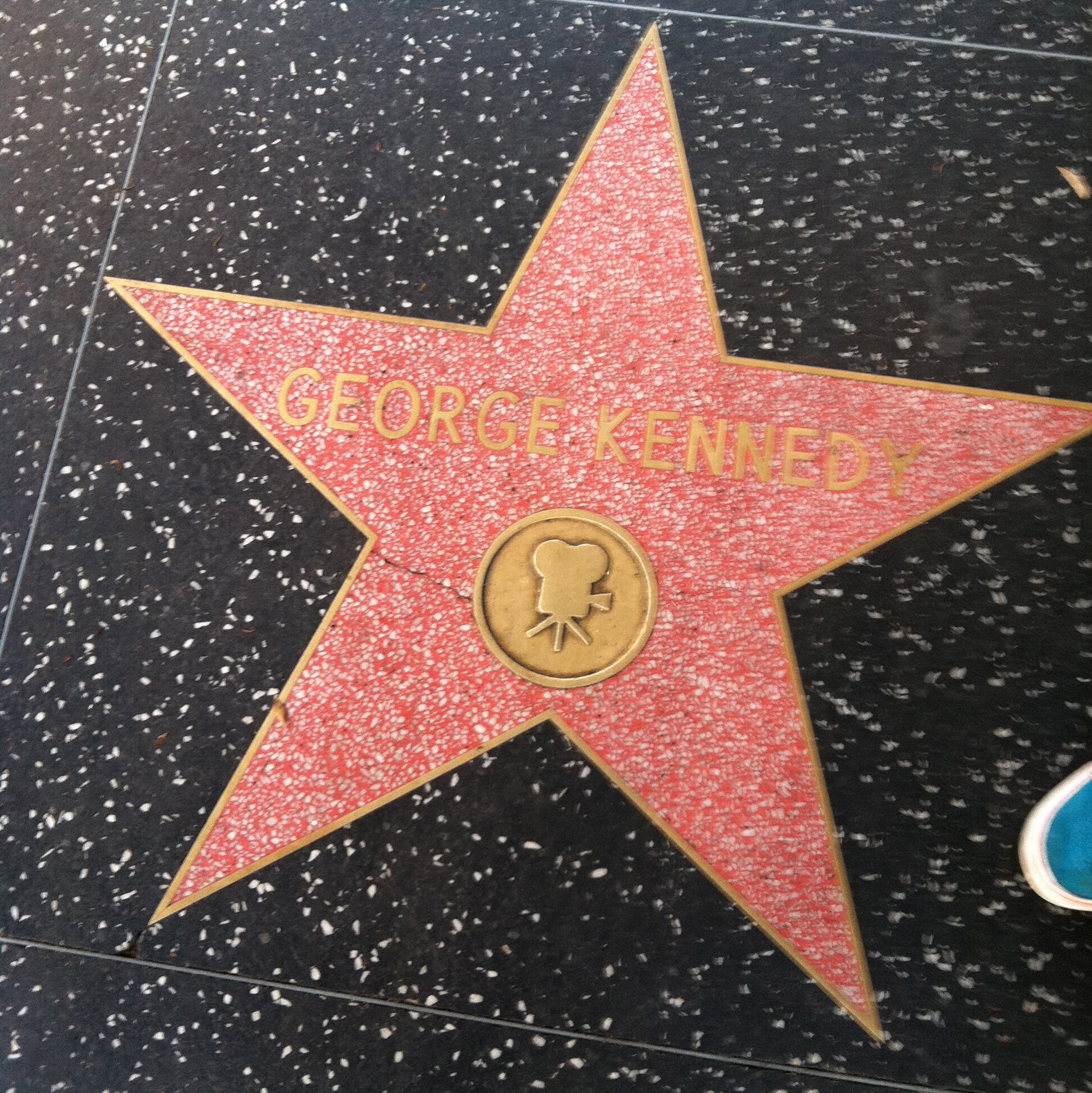
Зірки на Голлівудській алеї слави

| Рік       |    | Українська назва                   | Оригінальна назва                              | Роль             |
| --------- | -- | ---------------------------------- | ---------------------------------------------- | ---------------- |
| 1960      | ф  | Спартак                            | Spartacus                                      | бунтівник        |
| 1963      | ф  | Шарада                             | Charade                                        | Герман Скобі     |
| 1964      | ф  | Тихше, тихше, мила Шарлотто        | Hush... Hush, Sweet Sharlotte                  | прораб           |
| 1964      | ф  | Гамівна сорочка                    | Strait-Jacket                                  | Лео Краузе       |
| 1965      | ф  | Міраж                              | Mirage                                         | Віллард          |
| 1966      | с  | Велика долина                      | The Big Valley                                 | Джек Тетчер      |
| 1967      | ф  | Холоднокровний Люк                 | Cool Hand Luke                                 | Драглайн         |
| 1970      | ф  | Аеропорт                           | Airport                                        | Джо Патроні      |
| 1977      | ф  | Аеропорт 77                        | Airport '77                                    | Джо Патроні      |
| 1978      | ф  | Смерть на Нілі                     | Death on the Nile                              | Ендрю Пеннінгтон |
| 1980      | ф  | Вірус                              | Virus                                          | адмірал Конвей   |
| 1985      | ф  | Радіоактивні мрії                  | Radioactive Dreams                             | Спейді Чендлер   |
| 1986      | ф  | Загін «Дельта»                     | The Delta Force                                | Отець О'Меллі    |
| 1987      | ф  | Калейдоскоп жахів 2                | Creepshow 2                                    | Рей Спранс       |
| 1988      | ф  | Кошмар опівдні                     | Nightmare at Noon                              | шериф Генкс      |
| 1988—1991 | с  | Даллас                             | Dallas                                         | Картер Маккей    |
| 1988      | ф  | Голий пістолет                     | The Naked Gun: From the Files of Police Squad! | капітан Ед Гокен |
| 1990      | ф  | Смерть мозку                       | Brain Dead                                     | Венс             |
| 1991      | ф  | Затяжний постріл                   | Hangfire                                       | Е. Барлз         |
| 1991      | ф  | Голий пістолет 2½: Запах страху    | The Naked Gun 2½: The Smell of Fear            | капітан Ед Гокен |
| 1994      | ф  | Голий пістолет 33⅓: Остання образа | Naked Gun 33 1/3: The Final Insult             | капітан Ед Гокен |
| 1997      | мф | Коти не танцюють                   | Cats Don't Dance                               | Л. Бі. Маммонт   |
| 1998      | ф  | Солдатики                          | Small Soldiers                                 | Брік Базука      |
| 1998      | тф | Люди в білому                      | Men in White                                   | генерал Вайс     |
| 2003      | ф  | Вигляд зверху кращий               | View from the Top                              | пасажир          |
| 2008      | ф  |                                    | The Man Who Came Back                          | суддя Дюк        |
| 2010      | ф  |                                    | Six Days in Paradise                           | Монті Креншоу    |
| 2011      | ф  | Родичі                             | Another Happy Day                              | Джо Бейкер       |
| 2014      | ф  | Гравець                            | The Gambler                                    | капітан Ед Гокен |